# کلیسای جامع عروسی مریم مقدس و سنت استانیسلاوس، موگیلف
کلیسای جامع عروسی مریم مقدس و سنت استانیسلاوس (به بلاروسی: Унебаўзяцця Найсвяцейшай Панны Марыі і св. Станіслава) که همچنین با نام کلیسای جامع موگیلوف نیز شناخته می‌شود، یک کلیسای کاتولیک در شهر موگیلف در بلاروس، است که به عنوان کلیسای جامع مینسک-موگیلف تحت نظارت اسقف اعظم کاتولیک روم مینسک - موگیلف شناخته می‌شود.
این کلیسا در واقع جایگزین کلیسایی است که محل سابق صومعه کارملی‌ها بود. در ۱۶۳۶ صومعه یک کلیسای چوبی به نام عروسی سنت مریم ساخته شد. در سال ۱۷۰۸ آتش‌سوزی بزرگ در کلیسا و محل آن رخ داد و باعث شد بین سالهای ۱۷۳۸ تا ۱۷۵۲، توسط اسقف ویلنیوس زنکوویچ، یک کلیسای سنگی به جای چوبی ساخته شود. در ۲۵ دسامبر ۱۷۲۲ کاترین دوم روسیه تأسیس جایگاه اسقف اعظم کاتولیک بلاروس را در موگیلف اعلام کرد. ده سال بعد اسقف اعظم کلیسا با صلاحیت رسیدگی به تمام کلیساهای کاتولیک در روسیه، از جمله مسکو و سن پترزبورگ تبدیل شد. از سال ۱۷۸۳ کلیسای صومعه کارملیت با در نظر گرفتن نام فعلی، کلیسای جامع اسقف اعظم موگیلف شد.
در اواخر قرن هجدهم، نمای این ساختمان بازسازی و نو گردید. در سال ۱۹۵۶، در زمان اتحاد جماهیر شوروی، کلیسای جامع بسته شد و برای گذاشتن جایگاه کشور بلاروس از بایگانی‌های تاریخی اتحاد جماهیر شوروی استفاده می‌شد. در سال ۱۹۶۰، پرونده بسته شدن کلیسا به مینسک منتقل شد و پس از بررسی، کلیسا باز شد و ساختمان قدیمی کلیسای جامع به بایگانی دولتی منطقه موگیلف تبدیل شد.
در اوایل دهه ۱۹۹۰، کلیسای جامع به اسقف اعظم بازگردانده شد، که بازسازی و احیای آن شروع شد و در سال ۱۹۹۴ به پایان رسید و سپس به کلیسای جامع اسقف اعظم مینسک-موگیلف تبدیل شد.

## جستارهای وابسته

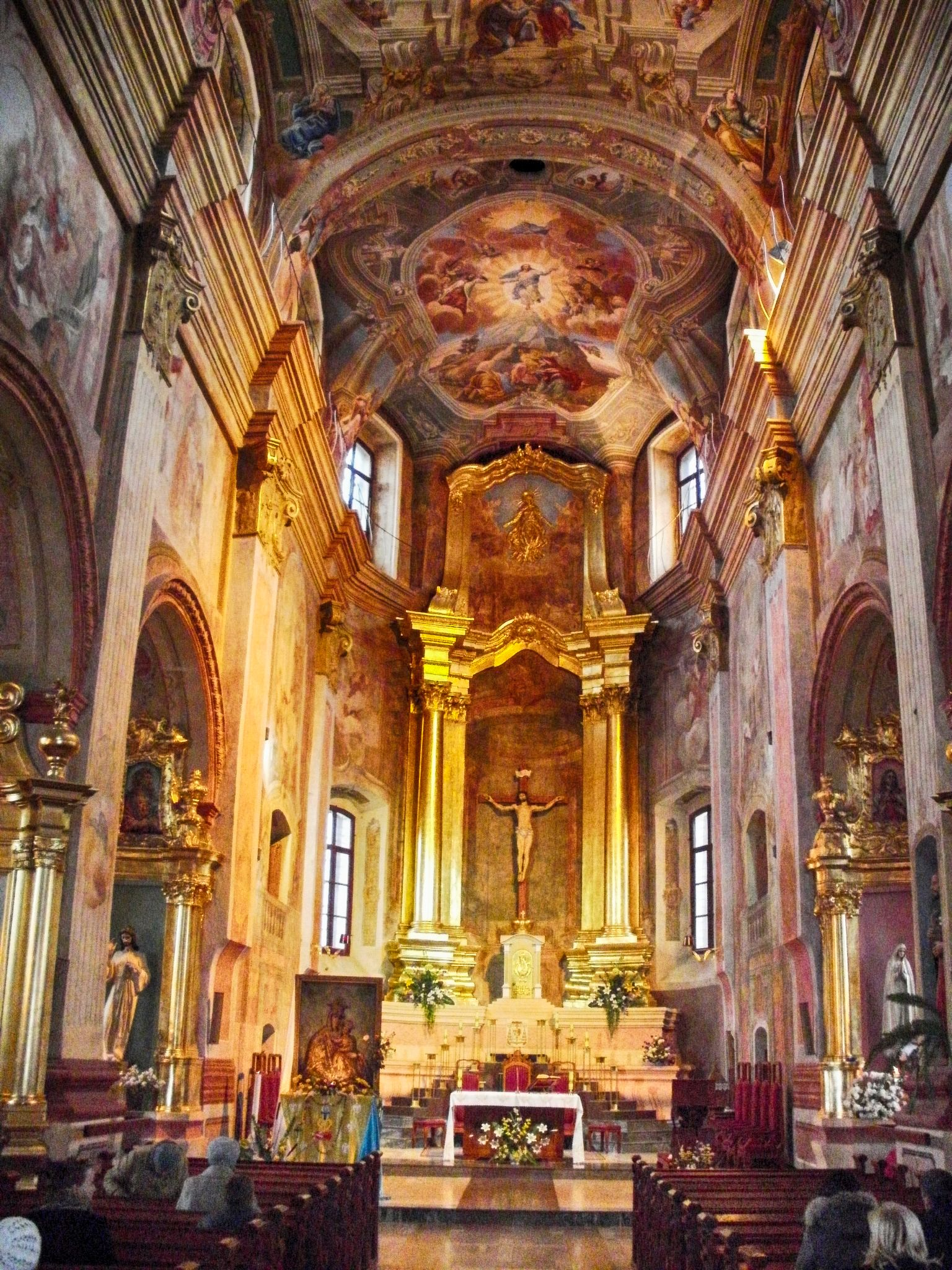
نمای داخلی